# Vargas Ochagavía
Jesús Vargas (Daimiel, 1913) y Emilio Ochagavía (Falces, 1922) son dos modistas españoles que conforman la firma de moda llamada Vargas-Ochagavía. La firma se mantuvo en activo desde 1947 hasta 1987.

## Jesús Vargas
En su trabajo en solitario, Jesús Vargas trabajará creando una línea de complementos que llegaría a tener un prestigio bastante notable en la época.

## Emilio Ochagavía
Emilio Ochagavía García (Falces, Navarra, 1922) hijo nacido en una familia humilde de agricultores, tuvo varios trabajos hasta llegar a ser un reconocido modisto. Al comienzo de la Guerra Civil trabajó como botones en un hotel de Pamplona; años después, trabajaría en una fábrica de bombas donde coincidiría con el hijo de Pedro Rodríguez, dueño una firma de moda de la época con su mismo nombre; al acabar la guerra, entraría a trabajar junto a él y se trasladó a vivir a Barcelona y posteriormente a Madrid, donde conocería a Jesús Vargas.

## Trabajo conjunto

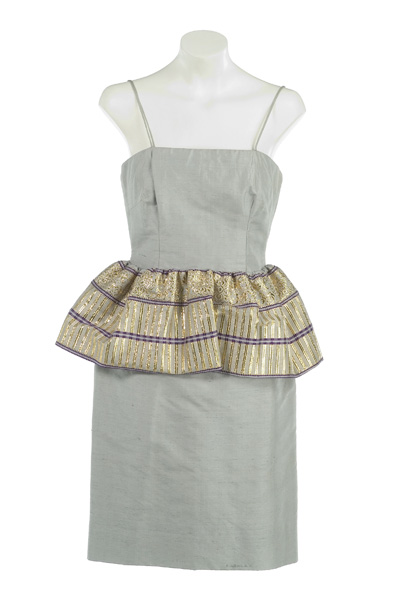
Vestido de cóctel

Ambos modistas trabajaran por separado hasta 1943, año en el que van a presentar sus primeros trajes conjuntamente. Cuatro años después, en 1947 presentarían su primera colección. A partir de entonces, su firma Vargas-Ochagavía crecería y adquiriría gran éxito, pudiendo así abrir en 1962 su primera tienda en el Paseo de Recoletos (Madrid). Con tiempo y dedicación ambos modistos se hicieron un hueco en el mundo de la alta costura y presentaron sus colecciones en diferentes países de América y Europa.
Su estilo va a contar siempre con un toque puramente español, ya que cuenta con reminiscencias folclóricas a la vez que se va a adaptar a las tendencias internacionales.
Tres años después de la creación de su firma ya eran bastante conocidos, teniendo entre su clientela a Celia Gámez, Pilar Bardem o Carmen Sevilla lo que les dio un gran reconocimiento dentro de las figuras del cine español.